# Hlohovec

Hlohovec er en by i det vestlige Slovakiet, med et indbyggertal (pr. 2006) på ca. 23.000. Byen ligger i regionen Trnava, ved bredden af floden Váh.

## Eksterne links
- Hlohovec – Regional Information System

- Wikimedia Commons har flere filer relateret til Hlohovec